# Бауерстон (Огайо)
Бауерстон (англ. Bowerston) — селище (англ. village) в США, в окрузі Гаррісон штату Огайо. Населення — 356 осіб (2020).

## Географія
Бауерстон розташований за координатами 40°25′38″ пн. ш. 81°11′15″ зх. д. / 40.42722° пн. ш. 81.18750° зх. д. (40.427262, -81.187387).  За даними Бюро перепису населення США в 2010 році селище мало площу 1,31 км², уся площа — суходіл.

## Демографія
Згідно з переписом 2010 року, у селищі мешкало 398 осіб у 156 домогосподарствах у складі 92 родин. Густота населення становила 303 особи/км².  Було 179 помешкань (136/км²).
Расовий склад населення:
| - 98,7 % — білих - 0,8 % — чорних або афроамериканців - 0,3 % — корінних американців |

До двох чи більше рас належало 0,3 %. Частка іспаномовних становила 0,0 % від усіх жителів.
За віковим діапазоном населення розподілялося таким чином: 22,6 % — особи молодші 18 років, 56,5 % — особи у віці 18—64 років, 20,9 % — особи у віці 65 років та старші. Медіана віку мешканця становила 41,1 року. На 100 осіб жіночої статі у селищі припадало 81,7 чоловіків;  на 100 жінок у віці від 18 років та старших — 78,0 чоловіків також старших 18 років.
Середній дохід на одне домашнє господарство  становив 38 134 долари США (медіана — 28 750), а середній дохід на одну сім'ю — 50 667 доларів (медіана — 45 250). За межею бідності перебувало 27,9 % осіб, у тому числі 28,9 % дітей у віці до 18 років та 25,5 % осіб у віці 65 років та старших.
Цивільне працевлаштоване населення становило 126 осіб. Основні галузі зайнятості: виробництво — 30,2 %, освіта, охорона здоров'я та соціальна допомога — 23,8 %, роздрібна торгівля — 9,5 %, науковці, спеціалісти, менеджери — 7,1 %.